# Mąkowarsko
Mąkowarsko – (niem. Monkowarsk, 1942–1945 Mönkenwerth) wieś w Polsce położona w województwie kujawsko-pomorskim, w powiecie bydgoskim, w gminie Koronowo, przy skrzyżowaniu drogi krajowej nr 25 z drogą wojewódzką nr 237 i przy trasie zawieszonej obecnie linii kolejowej Tuchola-Koronowo. Do 1954 roku miejscowość była siedzibą gminy Mąkowarsko.
| SIMC    | Nazwa     | Rodzaj    |
| ------- | --------- | --------- |
| 0088986 | Barlikowo | część wsi |
| 0088992 | Kencerowo | część wsi |
| 0089000 | Łakomowo  | część wsi |
| 0089017 | Rybkowo   | część wsi |
| 0089023 | Szmytowo  | część wsi |

Wieś duchowna Mąkowarsk, własność opata cystersów w Koronowie pod koniec XVI wieku leżała w powiecie nakielskim województwa kaliskiego
- do 1920 – Prowincja Poznańska
- 1920-1939 – województwo poznańskie
- 1938-1939 – województwo pomorskie
- 1939-1945 – okręg Rzeszy Gdańsk-Prusy Zachodnie
- 1945-1950 – województwo pomorskie
- 1950-1975 – województwo bydgoskie (1950–1975)
- 1975-1998 – województwo bydgoskie (1975–1998).

W latach 1954–1972 wieś należała i była siedzibą władz gromady Mąkowarsko.
We wsi był przystanek kolejowy Mąkowarsko.
Upamiętnieni mieszkańcy: 
- ksiądz Antoni Tyrakowski - proboszcz parafii pw. św. Wawrzyńca w Mąkowarsku, dziekan bydgoski podmiejski[7] (patron ulicy);
- Zbigniew Brycki - żołnierz Armii Krajowej, powstaniec warszawski[8] (patron skweru).

## Demografia
Według danych Urzędu Gminy Koronowo (XII 2015 r.) miejscowość liczyła 1235 mieszkańców. Mąkowarsko jest największą miejscowością gminy Koronowo.

## Zabytki
Według rejestru zabytków NID na listę zabytków wpisane są: kościół parafialny pw. św. Wawrzyńca z lat 1790-91, 1910-15 oraz cmentarz przykościelny, nr rej.: A/188/1-2 z 23.08.2004.

## Sport i rekreacja
Miejscowość jest siedzibą założonego w roku 2011 klubu piłkarskiego o nazwie Ludowy Zespół Sportowy Victoria Mąkowarsko. Mecze rozgrywane są na miejscowym stadionie o pojemności 300 miejsc (w tym 60 siedzących), na boisku o wymiarach 100 × 50 m. Drużyna współzawodniczy w rozgrywkach B-klasy, od sezonu 2012/2013 w grupie Bydgoszcz I. Największym osiągnięciem zespołu jest zajęcie 2. miejsca w sezonie 2013/2014 (18 meczów, 34 pkt, bilans: 10-4-4).